# Мелер, Тобиас
Тобиас Мелер (англ. Tobias Mehler, 1 апреля 1976 года, Йеллоунайф, Северо-западные территории, Канада) — канадский теле- и киноактёр. Известен по ролям в таких фильмах как «Сабрина — маленькая ведьма» (в роли Харви Кинкла), «Непристойное поведение» (Энди Эффкин), «Исполнитель желаний 3» (Грэг Янсен) и «Битва в Сиэтле» (Джонатан).
Также снимался в телевизионных сериалах «Полтергейст: Наследие» (Брэд Роллинс), «Звёздные врата: SG-1» (эпизодическая роль лейтенанта Грэхама Симмонса), Кэрри (Томми Росс) и других.
Сейчас ведёт работу над фильмом «It's a Living».